# Громада (збірник)
«Громада» — український громадсько-політичний і науково-літературний збірник, що видавався у Женеві Михайлом Драгомановим у 1878–1879 та 1882 роках (5 випусків). 1880 року збірник було реорганізовано у журнал, якого вийшло 2 номери.
«Громада» стала першим в історії української преси вільним, безцензурним виданням. Участь у виданні та розповсюдженні збірника брали Антін Ляхоцький (Кузьма), Сергій Подолинський, Остап Терлецький, Федір Вовк, Микола Зібер, Микола Ковалевський, Олександр Черепахін, Михайло Павлик та Іван Франко.

## Історія
Ідея створення вільного закордонного видання, що представляв би український рух, виникає в середовищі Київської громади в середині 1870-х р.р. Безпосередніми поштовхами послужили звільнення М. Драгоманова з Київського університету наприкінці 1875 р. та його еміграція з Російської імперії, а також Емський указ 1876 р. Видання збірника спершу планувалося здійснювати у Відні, однак згодом М. Драгоманов переїхав до Женеви, де заснував Українську вільну друкарню. Видання «Громади» вдалося налагодити тільки 1878 р. Всього вийшло п'ять збірок неперіодичного видання.

## Перший випуск
Перший випуск «Громади» містив у собі програму, що мала назву «Переднє слово до „Громади“». У ній видавець висловлював намір розповідати про життя українців по обидва боки австро-російського кордону, а також про всі слов'янські народи. «Громада» призначалася й для того, щоб передавати українському населенню нові здобутки всесвітньої науки та громадської праці. Тут же подано докладну характеристику українського народу від найдавніших часів з його політично-соціальними та національно-культурними ідеалами і змаганнями за їх здійснення.

## Другий випуск
Другий випуск являв собою великий том, дві третини якого складали кореспонденції з України за такими розділами: «Здирство», «Начальство», «Темнота». Після них подано працю М. Драгоманова «Народні школи на Україні», в якій обґрунтовувалося історичне право кожного народу на вільний національний розвиток. Уміщено також розвідку М. Драгоманова «Україна і центри», що простежувала історію політичного та національного поневолення українців.

## Третій випуск
Третій випуск збірника включав повість Панаса Мирного «Лихі люди».

## Четвертий випуск
Одним із найцікавіших був четвертий випуск «Громади». Він містив чимало матеріалів, присвячених Україні (розвідку «Біржові мошенства», «Вільний земський рух на Чернігівщині», «Геройська самооборона соціалістів у Києві» та ін.), а також бібліографічні замітки про російські й польські книги з української проблематики. Кілька полемічних заміток видавця стали своєрідною реакцією М. Драгоманова на відгуки галицьких і російських газет та журналів про перші випуски «Громади». Але центральне місце в цій збірці належало, безперечно, розвідці М. Драгоманова «Шевченко, українофіли й соціалізм», в якій автор, виступаючи проти канонізації Кобзаря, припустився несправедливих оцінок стосовно поета, що згодом і сам визнавав.

## П'ятий випуск
Останній, п'ятий, випуск збірника (1882 р.) майже весь складався з матеріалів, написаних чи організованих та прокоментованих самим М. Драгомановим. Тут було вміщено огляди соціалістичного руху в Польщі та інших європейських країнах, а також численні «Звістки з України». Після цього видавався часопис «Громада» за редакцією М. Драгоманова, С. Подолинського та М. Павлика. Вийшло лише два його номери.

## Значення
Збірник «Громада» став першим в історії української преси безцензурним виданням, яке відігравало роль представника українського національного руху в Європі. Так, відомі сербські, польські, італійські, іспанські, англійські та французькі відгуки про цей збірник. Видання «Громади» нелегально транспортувалися в Російську імперію, були відомі серед української інтелігенції Наддніпрянщини. Найбільшу популярність збірники і часопис «Громада» здобули на західноукраїнських землях, зокрема на теренах Королівства Галичини та Володимирії.